# Mycetophila merdigera
Mycetophila merdigera är en tvåvingeart som beskrevs av Frederick Knab och Zwaluwenburg 1918. Mycetophila merdigera ingår i släktet Mycetophila och familjen svampmyggor.
Artens utbredningsområde är Puerto Rico. Inga underarter finns listade i Catalogue of Life.